# Novobratske, Vîsokopillea
Novobratske (în ucraineană Новобратське) este un sat în comuna Orlove din raionul Vîsokopillea, regiunea Herson, Ucraina.

## Demografie
Componența lingvistică a localității Novobratske
     Ucraineană (87,5%)
     Rusă (11,67%)
     Alte limbi (0,84%)
Conform recensământului din 2001, majoritatea populației localității Novobratske era vorbitoare de ucraineană (87,5%), existând în minoritate și vorbitori de rusă (11,67%).